# Рајнландер (Висконсин)
Рајнландер (енгл. Rhinelander) град је у америчкој савезној држави Висконсин.

## Демографија
По попису из 2010. године број становника је 7.798, што је 63 (0,8%) становника више него 2000. године.
| Група             | 2000.         | 2010.         |
| Белци             | 7.464 (96,5%) | 7.360 (94,4%) |
| Афроамериканци    | 30 (0,4%)     | 80 (1,0%)     |
| Азијати           | 25 (0,3%)     | 58 (0,7%)     |
| Хиспаноамериканци | 56 (0,7%)     | 104 (1,3%)    |
| Укупно            | 7.735         | 7.798         |